# Пустыня коричневых карликов

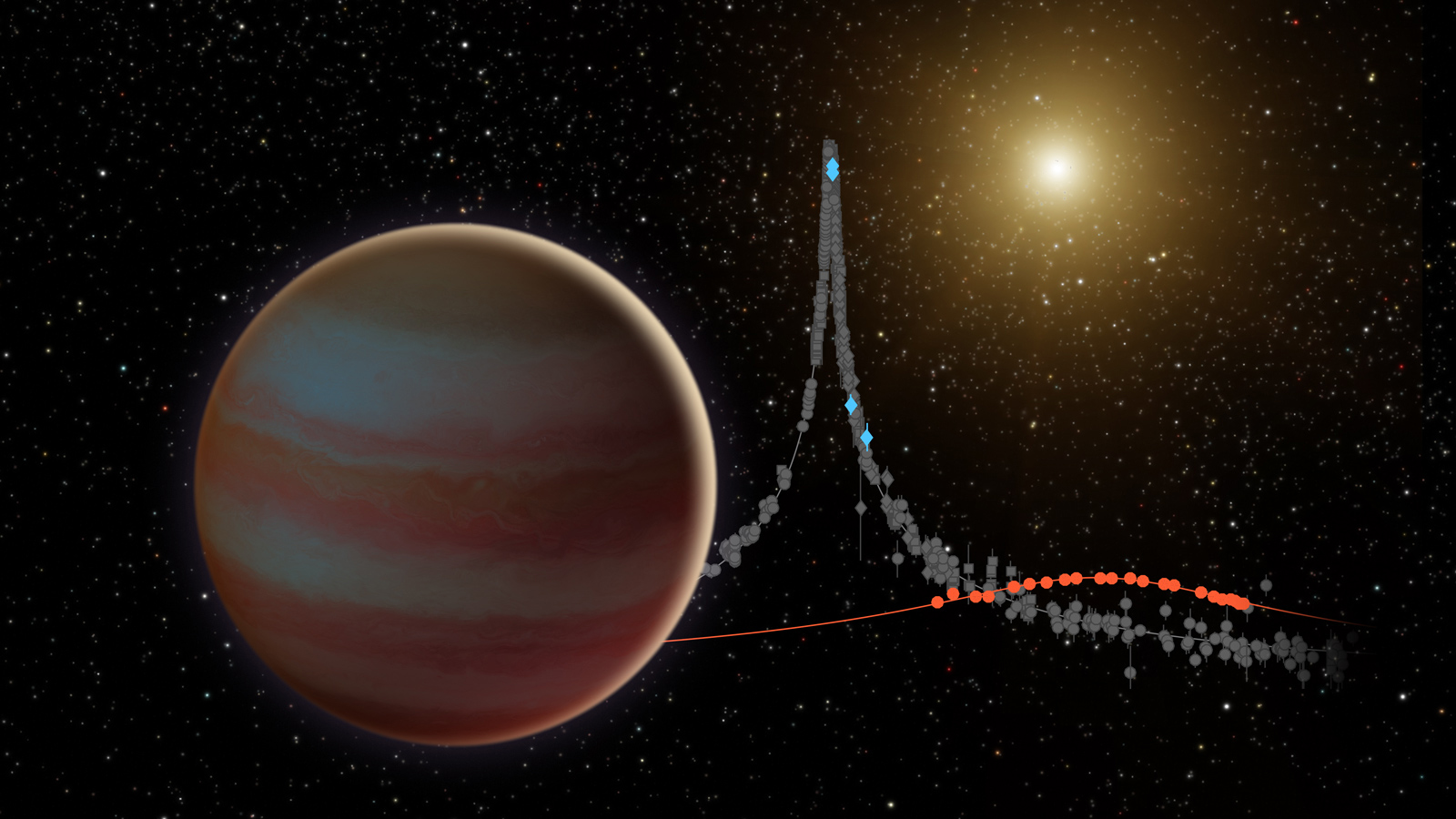
Коричневый карлик OGLE-2015-BLG-1319, открытый в 2016 году, возможно находится в области пустыни коричневых карликов.

Пустыня коричневых карликов — теоретически существующий диапазон орбит вокруг звезды, в котором не могут существовать коричневые карлики как компактные объекты. Обычно простирается до 5 а.е. для звезды солнечной массы. Отсутствие коричневых карликов на близких к звезде орбитах впервые было обнаружено в 1998—2000 годах, когда количество открытых экзопланет стало позволять применение методов статистики. Учёные открыли, что число коричневых карликов на расстояниях менее 5 а.е. от центральной звезды резко падает, но при этом открыто довольно много коричневых карликов вдали от центральной звезды. Последующие исследования показали, что коричневые карлики с радиусами орбиты   3–5 а.е. наблюдаются менее чем у 1% звёзд с массой типа солнечной. Среди коричневых карликов, обнаруженных в так называемой пустыне, большинство находится в кратных звёздных системах, что даёт возможность предположить существенность наличия второго или более компонента для возникновения объектов в пустыне коричневых карликов.
Одна из многих возможных причин существования пустыни коричневых карликов связана с миграцией планет и коричневых карликов. Если бы коричневый карлик сформировался менее чем в 5 а.е. от центральной звезды, то он с большой вероятностью сместился бы в сторону звезды и в конечном итоге упал на звезду. При этом точный сценарий миграции в протопланетном диске в настоящее время не исследован и остается неизвестным. С равной вероятностью коричневые карлики — компаньоны звёзд спектральных классов FGK — не испытывают значительной миграции после формирования, или же, в зависимости от парадигмы формирования коричневых карликов, аккреция на ядро приводит к меньшей вероятности формирования массивных коричневых карликов, поскольку темп аккреции газа на массивные формирующиеся объекты снижается вследствие образования пустого кольца в протопланетном диске. Ограничение на время жизни диска накладывает ограничение на диапазон массы, что даёт верхнюю оценку массы в 10 масс Юпитера.
Этот эффект может быть несколько смягчен за счет того, что объекты с массой 3—5 масс Юпитера и выше могут усиливать возмущения эксцентриситета в диске, что позволит протекать аккреции значимого количества массы даже при наличии пробела в диске. Объекты на значительных расстояниях от центральной звезды (радиус орбиты более 80 а.е.), где диск подвержен гравитационным неустойчивостям, могут достигать массы, достаточной для преодоления порога «планета — коричневый карлик». Однако, для таких объектов маловероятна миграция во внутренние части диска вследствие длительной миграции II типа для массивных звёзд в области масс коричневых карликов.